# Peluchefilia
La peluchefilia è il termine che identifica l'attrazione erotica nei confronti dei peluche. Nasce dalla combinazione delle parole peluche (animali finti e pupazzi) e parafilia (pulsione erotica). In lingua inglese le persone soggette a questa parafilia vengono chiamate "plushophiles" o "plushies" (sebbene quest'ultimo termine può anche riferirsi agli appassionati di peluche senza una connotazione sessuale).

## Modalità
In diversi casi i peluche vengono modificati dai plushophiles con buchi, fori o sporgenze, che ricordano quelli solitamente trovati in diversi giocattoli sessuali, per consentire una migliore interazione sessuale con essi.
Anne Lawrence ha proposto che l'eccitazione sessuale che dipende dall'immaginare se stessi come peluche o come "rappresentazioni di personaggi animali antropomorfi" sia definibile "autopeluchefilia".

## Furry fandom
La pelucheofilia viene, a volte, considerata una pratica comune all'interno del furry fandom. Ciò è riconducibile, in parte, a un articolo del 2001 apparso su Vanity Fair che collegava contemporaneamente diversi membri alle due communità. Un sondaggio del 1998 eseguito su 360 membri appartenenti al furry fandom ha indicato che meno dell'uno per cento (cioè meno di quattro persone) ha dichiarato di avere un interesse sessuale nei confronti dei peluche.
La pornografia e le attività sessuali che coinvolgono l'antropomorfismo animale (compresa la peluchefilia) sono noti nella fandom community dei furry come "yiff" (gli atti sessuali sono chiamati "yiffing").